# Hohenfelde (Meklemburgia-Pomorze Przednie)
Hohenfelde – gmina w Niemczech,  w kraju związkowym Meklemburgia-Pomorze Przednie, w powiecie Rostock, wchodząca w skład urzędu Bad Doberan-Land.